# In Action
In Action – czwarty i ostatni studyjny album szwedzkiej grupy Solid Base.
Wydany został w 2002, promowany tylko jednym singlem I Like it. Drugim singlem miała zostać piosenka Perfect Melody. Jej wydanie planowano na połowę marca 2003. Z powodu zbyt niskiej sprzedaży promocja albumu została zatrzymana. 

## Lista utworów
1. Perfect Melody
2. I Like It
3. You And Me
4. This Is The Summer
5. I Do
6. This Beat Of My Heart
7. In Or Out Of Love
8. Don't Make Me Wait
9. Boogie Man
10. Better Off Dead
11. I Want Boys
12. I See Love
13. Hold On
14. Obsession

### Dodatkowe Utwory
W różnych zakątkach świata na płycie umieszczono bonusy:
- I Like It (Earthquake Mix)
- Perfect Melody (Extended Mix)
- You and Me (Extended Mix)
- This Beat of My Heart (Extended Mix)
- I Do (Extended Mix)